# Cnephasia ecullyana
Cnephasia ecullyana es una especie de polilla perteneciente al género Cnephasia, categorizada en la tribu Cnephasiini, de la subfamilia Tortricinae.

## Distribución
Se distribuye por Francia e Italia.

## Taxonomía
Fue descrita por Ral en 1951 y publicada por primera vez en (Cnephasia (Hypostephanuncia), Bull. Mens. Soc. Linn. Lyon 20: 228.